# Leven en leer van beroemde filosofen
Leven en leer van beroemde filosofen (Grieks: Φιλοσόφων βίων καὶ δογμάτων συναγωγή / Philosóphôn bíôn kaì dogmátôn synagôgế) is een biografisch werk, vermoedelijk uit de 3e eeuw, over het leven en de filosofische opvattingen van Griekse filosofen, geschreven door de Griekse filosoof Diogenes Laërtius.

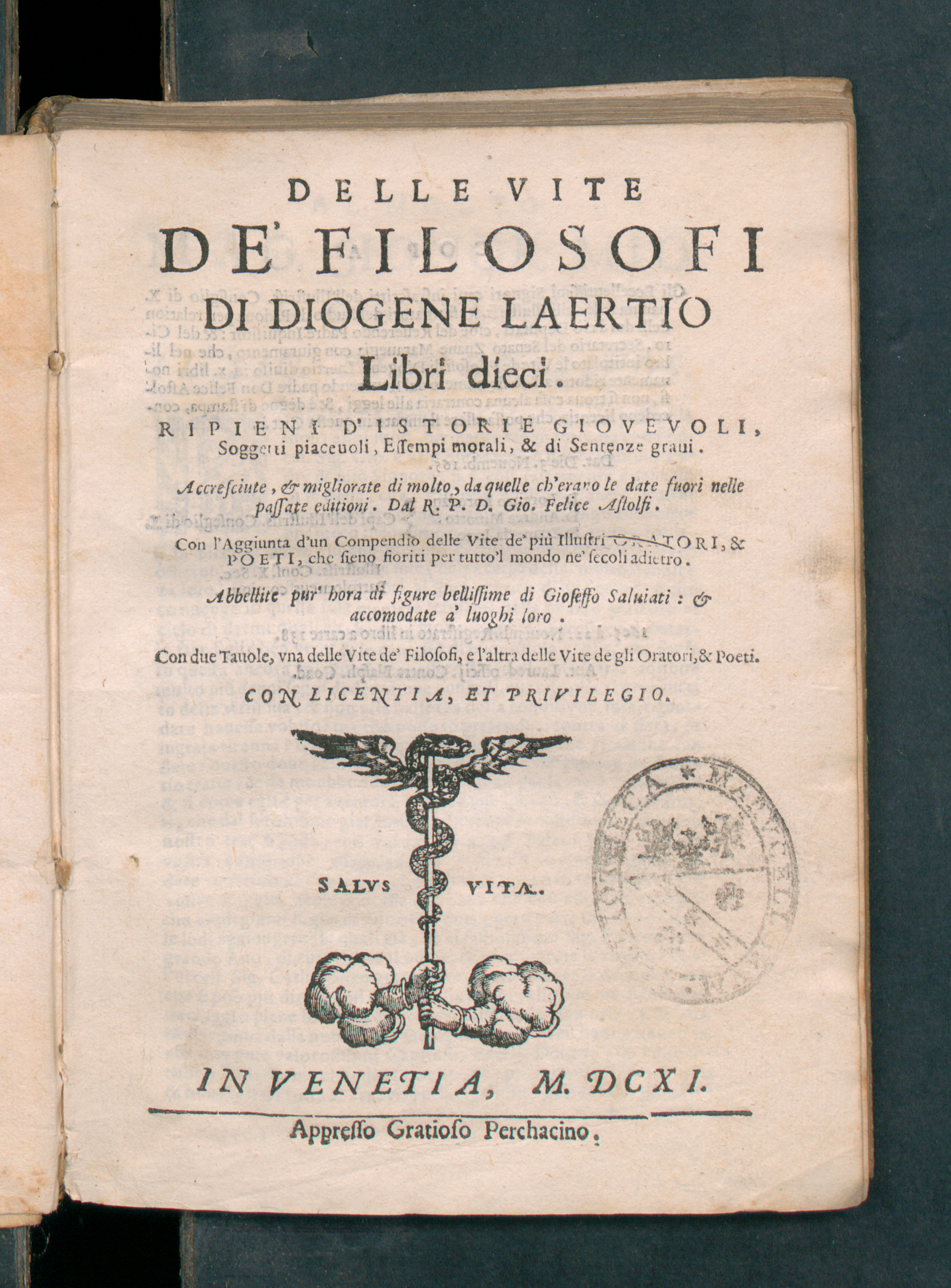
Delle vite dei filosofi, 1611

Het werk is geschreven in het Grieks en poogt een overzicht te geven van het leven en de leerstellingen van een groot aantal griekse filosofen. Het werk is een erg onkritische en onfilosofische compilatie, maar desondanks is het boek van grote waarde, aangezien het een uniek inzicht mogelijk maakt in het persoonlijke leven van de Griekse wijzen. Van de tien volumes zijn er negen volledig overgeleverd. Van de 7e band zijn grote delen echter verloren gegaan. Uit het werk De vita et moribus philosophorum van Burlaeus, een 14e-eeuwse monnik, lijkt echter af te leiden dat de oorspronkelijke teksten van Diogenes nog omvangrijker waren dan de versies waarover wij momenteel beschikken.
Diogenes behandelt zijn onderwerpen in twee categorieën die hij beschrijft als de Ionische en de Italische scholen. De biografieën van de eerste categorie vatten aan bij Anaximandros en reiken tot het leven van Kleitomachos, Theophrastus en Chrysippos. De tweede categorie begint met Pythagoras en eindigt bij Epicurus. De socratische school in al haar vertakkingen wordt gerekend onder de Ionische school, terwijl de Eleaten worden geklasseerd onder de Italische school. De opdeling van de filosofen in het werk wordt op die manier door ons als vrij onwetenschappelijk ervaren.
Naast de biografieën voegt Diogenes Laërtius ook stukken van zijn eigen poëzie toe. Ook deze verzen handelen echter over de filosofen die hij bespreekt.
Het laatste volume van het boek handelt over Epicurus en bevat onder meer drie zeer interessante brieven die gericht zijn aan Herodotos, Pythocles en Menoeceus.

## Inhoudsopgave van het werk
1. Boek I: Over de Zeven Wijzen en beschrijving van de indeling van auteurs (Ionische en Italische School).
2. Boek II: Over Anaximandros, Anaxagoras, Socrates en de zogenoemde kleine socratici.
3. Boek III: Over Plato.
4. Boek IV: Over de Platoonse school.
5. Boek V: Over Aristoteles en de Peripatetische School
6. Boek VI: Antisthenes en de Kynisten
7. Boek VII: Zeno, Cleanthes en Chrysippos. (Van dit boek zijn bepaalde delen verloren gegaan)
8. Boek VIII: Pythagoras, Empedocles en de andere Pythagoreëers
9. Boek IX: Over Herakleitos, Xenophanes, Parmenides, Zeno van Elea, Leukippos, Demokritos, Protagoras, Pyrrho van Elis en Timon.
10. Boek X: Over de Epicureëers

## Nederlandse vertaling
- Leven en leer van beroemde filosofen, vertaald, ingeleid en van aantekeningen voorzien door Rein Ferwerda, 1989, ISBN 9789026307560